# John Morton (kardynał)
John Morton (ur. ok. 1420 w Dorset, zm. 15 września 1500 w Kent) – angielski kardynał i Lord Kanclerz.

## Życiorys
Urodził się około 1420 roku w Milborne St Andrew albo w Bere Regis. Studiował między innymi na Uniwersytecie Oksfordzkim, gdzie uzyskał doktorat z prawa cywilnego. Po studiach został prawnikiem kościelnym, żarliwie popierającym Lancasterów. Pełnił posługę w kilku parafiach, będąc m.in. archidiakonem w Norwich i kanclerzem Księstwa Lancaster. Wziął udział w bitwie pod Towton, jednak zbiegł z powodu masakry. Następnie udał się, wraz z Małgorzatą Andegaweńską i jej synem Edwardem, do Flandrii, skąd wspierał rojalistów.
Wziął udział w ekspedycji i krótkotrwałym odbiciu Londynu, jednak po odzyskaniu miasta przez Yorków ponownie musiał uciekać i zapewnić bezpieczeństwo królowej. Edward IV oskarżył Mortoma, a po bitwie pod Tewkesbury duchowny postanowił przyłączyć się do Yorkistów, aby uniknąć represji. Uzyskał dzięki temu beneficja kościelne i powierzono mu misję udania się do ambasadorów króla Węgier i cesarza, by utworzyć koalicję przeciwko Ludwikowi XI. Plan zakończył się niepowodzeniem, wobec czego król Anglii, udał się z Mortonem i Thomasem Bourchierem do Calais, gdzie wynegocjował traktat z Picquigny.
30 października 1478 roku, Morton został wybrany biskupem Ely, a 31 stycznia następnego roku przyjął sakrę. W czasie panowania Ryszarda III, biskup był dwukrotnie uwięziony i ostatecznie zdecydował się uciec do Flandrii, skąd wspomagał Lancasterów i organizował powstanie Henryka Stafforda.
Morton odnowił kontakty z Małgorzatą Andegaweńską i usiłował nawiązać stosunki z dworem Ryszarda III, skąd dowiedział się o planowanym zamachu na Henryka VII. Dzięki biskupowi, Henryk zawczasu uciekł do Francji, gdzie zawarł sojusz z Karolem VIII i w 1485 roku najechał Anglię. Po zwycięstwie, Tudor mianował się nowym królem i powołał Mortona do Tajnej Rady Anglii, a także uczynił go kanclerzem Księstwa Kornwalii. W 1486 roku został mianowany arcybiskupem Canterbury. Rok później król powołał go na urząd Lorda Kanclerza.
20 września 1493 roku został kreowany kardynałem prezbiterem i otrzymał kościół tytularny Sant’Anastasia. W 1495 roku przebywał w Rzymie, gdzie spotkał się z Karolem VIII. Po powrocie do ojczyzny, został kanclerzem Uniwersytetu Oksfordzkiego, a w następnym roku przygotował umowę handlową Intercursus Magnus, pomiędzy Flandrią a Anglią. Zmarł 15 września 1500 roku w Knole.